# Disavowed
Disavowed je nizozemská brutal death metalová kapela z Amsterdamu, která vznikla v roce 2000 z trosek kapely Nocturnal Silence.
Debutové studiové album Perceptive Deception vyšlo v roce 2001 pod hlavičkou amerického vydavatelství Unique Leader Records.
K roku 2021 má kapela na svém kontě ještě další dvě dlouhohrající alba.

## Diskografie
Dema
- Point of Few (2000) – promo CD

Studiová alba
- Perceptive Deception (2001)[1]
- Stagnated Existence (2007)
- Revocation of the Fallen (2020)[2]

Singly
- The Enlightened One (2020)